# 岐阜放送ラジオ
岐阜放送ラジオ（ぎふほうそうラジオ）は、岐阜県を放送対象地域とするラテ兼営の特定地上基幹放送事業者、岐阜放送（愛称：ぎふチャン）が運営するAMラジオ事業について述べる。

## 放送局データ

### 送信所
| AMラジオ放送 | AMラジオ放送   | AMラジオ放送 | AMラジオ放送 | AMラジオ放送       |
| 親局         | 呼出符号       | 周波数       | 出力         | 備考               |
| ------------ | -------------- | ------------ | ------------ | ------------------ |
| 岐阜         | JOZF           | 1431kHz      | 5kW          |                    |
| 中継局       | 呼出符号       | 周波数       | 出力         | 備考               |
| 高山         | JOZL（廃止）   | 720kHz       | 100W         | [ 注 1 ]           |
| 神岡         |                | 720kHz       | 100W         |                    |
| 多治見       |                | 1431kHz      | 100W         | 親局と精密同期放送 |
| 恵那         | JOZM（廃止）   | 1431kHz      | 500W         | 親局と精密同期放送 |
| 萩原         |                | 1197kHz      | 100W         |                    |
| FM補完中継局 |                |              |              |                    |
| 中継局       | 対応AM局       | 周波数       | 出力         | 備考               |
| 上加納山FM   | 岐阜本社送信所 | 90.4MHz      | 1kW          | 2018年3月10日開局  |

- 聴取可能エリア
  - AM放送：岐阜・愛知・滋賀のほぼ全域、三重県北部の伊勢湾エリア、富山県西部、長野県南部、石川県内陸、福井県嶺北内陸で聴取可能(しかし夜間は距離的にもあまり離れていない和歌山放送と親局同士が同一周波数1431kHzで放送、中継局では山陰放送の出雲中継局、益田中継局、鳥取中継局が 、ラジオ福島のいわき中継局 ・長崎放送の福江中継局が1局ずつが使用しているため、一部地域では他県局の聞き取りは不可能であり、遠方での受信での区別は非常に困難である。また、指向性のあるアンテナを使っても、日本列島のほぼ中程にあるこの2局（岐阜放送・和歌山放送）は方位的に切り分け出来ない場合が多い）。
  - ワイドFM放送：岐阜市、大垣市、羽島市など岐阜県央部で聴取可能。また、愛知県北部（名古屋市含む）の一部でも聴取可能。
- 56MHz帯にてFM中継波が受信可能な場合が有り音質クリア。
- 放送時間：
  - 月曜日:5:00（起点）開始-24:00（翌日0:00）終了
  - 火曜日-金曜日:6:00開始-24:00（翌日0:00）終了
  - 土曜日:6:00開始-終日放送
  - 日曜日:5:00（起点）開始-終日放送

（地震や台風、その他緊急有事に備えて、メンテナンスで停波が必要な場合を除き電波は止めていない。）
- FM補完中継局用の周波数として、当局に90.4MHzが割り当てられており、岐阜市上加納山に中継局を設置し[2][3]、2018年3月10日の正午に開局した[1]。
- 1980年代には郡上八幡に中継局（周波数1431kHz、出力100W）を開局する準備が進められていた模様だが、開局は実現していない[4]。
- 2007年10月1日、岐阜放送が開局45周年を迎えたこと、および同年11月11日に本社社屋が岐阜シティ・タワー43へ移転したことに伴い、テレビ・ラジオとも、愛称を「ぎふチャン」に統一した。これにより、1992年4月以来の愛称であった「（AM）岐阜ラジオ」も「ぎふチャン」に変更された。新聞のラジオ・テレビ欄では、テレビと同様にラジオも「ぎふチャン」の表記に変わった。日刊スポーツ名古屋版では、「ぎふ」として表記している。
- 2011年3月25日 他の東海地方各局[5]と同時にradiko（インターネットラジオ放送サービス）の試験放送を開始[6]。政令指定都市外にある放送局・独立局では初参加で、当局の正式な放送エリアから外れている愛知県や三重県も含めた東海3県のみでの試行予定だったが、東北地方太平洋沖地震（東日本大震災）発生（3月11日）に伴う被災地への情報発信を目的として、暫定的ながら全国放送を実施（日本国内のみ 3月31日放送終了まで。それ以後は東海3県向けのみ）。放送局記号は「GBS」。
- 2012年10月1日、地方民間放送共同制作協議会（火曜会）に加盟[7]。

### 時報
- 時報アナウンスは事前収録ではなく、岐阜放送のアナウンサーまたはその時点で放送している生ワイド系番組のパーソナリティが直接行う（時報自体を流さない場合がある）。ただし、夜間の録音番組などを放送している一部時間帯は、事前収録で行っている。時報スポンサーについては同局番組表に記載されている。radikoでは時報音が消されている。
- 時報にスポンサーがつく場合、長らく時報の後に時報スポンサーのCMが流れていた。このような形式は現在では全国的に珍しかったが、radikoのタイムフリー聴取開始の2016年10月11日以降は正時で番組が切り換わる場合にタイムフリー聴取だと時報CMが同一番組に収まらないため、他局と同じく『時報CM→時報』という流れに変更された。

### ネットワーク
- 開局当初からの独立局ではあるが、主要取引先である独立局のアール・エフ・ラジオ日本（RF）の番組を多数ネットしている（岐阜放送には同局からの放送が24時間届いている）他、2020年代に入ると同じ独立局であるラジオ関西（CRK）の番組のネット受けも増加している。また、2013年6月24日にRFラジオ日本とラジオ関西と共に災害時支援協定を締結した。
- また、CBCラジオ・東海ラジオ（SF）・ぎふチャンラジオが制作した番組が日本放送文化大賞のグランプリ・準グランプリを受賞した場合は、当該番組が全民放AMラジオ局とラジオNIKKEIでの放送となるため、中京広域圏では当然ながら3局全てで放送される。
- 東海ラジオがネットしていない番組も含め、NRNキー局の番組をネットしている（下記参照）。

### ニュース
- 『岐阜新聞ニュース』（2012年3月から2020年3月までは『NEWSぎふチャン』の名称だった）を放送している。共同通信配信のニュースも含む。上記、RFからのネット番組にニュースコーナーが含まれている場合は差し替えている。
- 午前中のワイド番組内のニュースについては、基本的には毎時55分から5分間、ニューススタジオからニュースを放送しているが、9時台や11時台など、生放送の番組と番組の間に放送するニュースについては、パーソナリティの入れ替えや昼食休憩などの理由で、10分間となる。
- 2000年代中期からは、夕方の番組で全国ニュースを伝える際には、インタビューや記者会見等の取材音源も併せて放送している。
- ニュースの冒頭に、内容をヘッドライン形式で伝える場合もある。

### スタジオ

#### 現在使用しているスタジオ
- 本社（岐阜シティ・タワー43）
  - ラジオ第1スタジオ - 基本的には、ほとんどの生ワイド番組は、テレビのニューススタジオと同様のオープンスタジオから放送している。
  - ラジオ第2スタジオ
  - ラジオ第3スタジオ
- サテライトスタジオ
  - 柳ケ瀬サテライトスタジオ「アネックス」（岐阜市）
  - マーサスタジオ（岐阜市・マーサ21） - FM GIFUと共用。
  - スタジオモレラ（本巣市・モレラ岐阜）

#### 過去に使用していたラジオスタジオ
- 今小町・旧本社
  - サンシャインスタジオ - オープンスタジオ。
  - その他ラジオスタジオ
- サテライトスタジオ
  - メディアステーション（岐阜市・岐阜駅3階） - Radio80と共用。
  - 昭和村サテライトスタジオ（美濃加茂市・日本昭和村、現在のぎふ清流里山公園）

### 編成の特徴
- 以前は送信機材の関係上、一日1回はメンテナンスを行う必要があることから、原則24:30で放送を終了[注 3] していたが、1998年に送信機材を一新、それに伴い24時間放送（5:00起点）を開始した。他の民放ラジオ局とは違い、毎週月曜日深夜 = 火曜日未明の0:00 - 5:00をメンテナンス（休止時間）に当てており、通常他局が放送を休止している日曜深夜 = 月曜未明は終夜放送をしていた。
- 24時間放送を本格開始する以前に、1987年8月に岐阜放送の開局25周年記念事業の一環として、日曜深夜（月曜未明）の5回にわたり『日曜の夜は新感覚〜日本全国ここだけ深夜放送』という終夜放送を行ったことがあった。[8] これは日曜日は多くの放送局が放送設備メンテナンスによる放送休止[注 4] としているところを、通常24時間放送をしていないGBSラジオがあえて全国で唯一の日曜日のみの深夜放送を試み、岐阜から全国に発信しようという狙いだった。
- 1997年3月まで0:30 - 5:00を休止していたが、送信施設更新に伴い1997年4月から2007年3月まで月曜深夜1:00 - 5:00（火曜未明=NHKラジオ第1と同じ）を休止とする24時間放送を定時で実施。その後2007年4月から平日の終夜放送は一旦廃止し、日曜深夜のみとしたが、2008年6月をもってすべての曜日で終夜放送を一旦廃止、1:00（→のち0:00）  -

5:00（→のち5:30→6:00）は『ダイナミックナイター』が21:30以後終了（2017シーズンまで）となった場合や、大規模選挙の開票日の開票速報特番、台風・大雪・地震などの天災発生時、並びに年末年始など、臨時の延長・終夜放送を実施するとき以外はメンテナンスによる休止に充てられている。
- 2005年春の改編で、午前と午後に放送されていたワイド番組を終了・統合する形で『きょうもそう快!BUNBUNラジオ』の放送が開始。
- 2006年春の改編では、週末の大半の自社制作番組を公開生放送にするという措置を取った。
- しかし2007年春の改編では、日曜日を除き毎日深夜1時に放送終了[注 3]となり、終夜放送は日曜日を除き廃止になる。[注 5][注 6]
- また、同じく2007年春の改編で、月曜日の放送終了時間が1時間繰り下がり、深夜1時（火曜日午前1時）の終了となる。ほぼ同じ時期の2007年春に、兵庫県のAMラジオ局・ラジオ関西が24時間放送を開始している。
- 2008年6月で『Radio Connection ラジオ・バイキング』など日曜日深夜の番組が終了。7月より毎日5:30放送開始、25:00放送終了[注 3]となる。
- 2013年3月で『朝のエンカパラダイス』が終了[注 7]。4月より毎日6:00放送開始[注 8]、25:00放送終了[注 3]となる。
- 以降は長らく25:00放送終了が続いていたが、2019年10月の改編で土曜日を除き、放送終了が1時間前倒しとなり24:00放送終了となった。さらに、2020年4月の改編で土曜日も24:00放送終了となり、全曜日で放送開始が6:00、放送終了が24:00に統一された（一時期2020年10月改編から2021年4月改編前までは平日が6:10放送開始の時期もあった）。
- 2025年4月改編より、日曜早朝（土曜深夜）・月曜早朝（日曜深夜）の終夜放送を再開。さらに2025年7月改編で火 - 金曜の放送開始を5時に繰り上げている。
- さらに、当局とともに長年放送休止時間を毎日設けたラジオ沖縄が2021年3月29日からニッポン放送の「オールナイトニッポン0(ZERO)」と「上柳昌彦 あさぼらけ」のネットを開始し火曜から土曜に限り24時間放送化となった[注 9]ため、同日から当局は全国の民放AM局で唯一、平日を含む全日24時間放送を行わない局となっている。なお、かつて年末年始には臨時の放送時間の延長や終夜放送を行う年度もあったが、2020年 - 2021年以降はそういった終夜の年またぎ放送は実施せず、大晦日も通常通り24時で放送を終え、元日午前6時から新年最初の放送を開始している。
- サテライトスタジオでの公開生放送とは別に、主として観光シーズンの週末や祝日を中心に、県内各地で行われるイベント会場での歌謡ショー（特に演歌歌手）やトークショー・お笑いステージといったイベントを公開生中継する特番も随時行われたりする（一例）。
- プロ野球シーズン中のナイター中継[注 10] は、主にRF制作の巨人戦を中心に編成しているが、CBCラジオ制作の中日主催ゲーム（巨人戦以外の場合含む）については、中日のお膝元でありながらも1978年から2017年までは放送権などの問題で中継されておらず、その場合は自主制作の音楽番組に振り替えていた（野球中継（主に中日ドラゴンズ戦）についても参照）。ただし、RF制作の日本シリーズは放送されていた（主催者は中日球団でなく日本野球機構となるため）。また、radiko開始後は東海3県の巨人ファンを狙い、radikoTOPページのバナーには「ジャイアンツ戦聞くならぎふチャン!」と大きくアピールすると共に、読売新聞にも広告を出すなどの積極的な広報活動も行っている（同局が岐阜新聞以外に広告を出すのはきわめて異例）。
  - 2018年以降はTBSラジオの野球中継廃止や岐阜放送への中日新聞の資本参加などの社内外の情勢の変化もあり、CBCラジオ制作の中日主催試合もRFとの同時ネット時に限り放送されている。
- 地方ラジオ局向け専門に制作する会社（綜合放送など）が制作した番組も、番組販売購入の形で時差ネットしている。『歌謡トピックス』も、大阪のプロダクションで制作されている番組のネットである[注 11]。
- 年末から年始にかけて放送されるラジオの特別番組に、全国のラジオ局を順につなぎ、それぞれの局のパーソナリティが年始の挨拶などをするコーナーもあった。また、ラジオのレポーターが福井放送（FBC）に出向き、当地のパーソナリティやFBCの社員と会話をするということもあった。FBCには、テレビで『日本まんなか直送便』のコーナーを交代で制作していることによる交友関係もある。
- 『SUZUKIハッピーモーニング・羽田美智子のいってらっしゃい』並びに『NISSANビジネスサポートトピックス』は、東海ラジオでも放送されている。ただし、後者は企画ネットである。また、以前から本局で放送されていた『川嶋あい On The Street』が、2006年10月から東海ラジオでも放送を開始した。東京キー局では放送されていない番組であり、かつ、後から東海ラジオでも放送される様になったのは極めて異例ではあるが、過去にも似たような事例がある[注 12]。
- 2020年4月中旬から5月下旬にかけて、新型コロナウイルス感染症拡大防止の観点から、2名以上が出演するワイド番組はパーソナリティ1名体制に切り替えて放送した。『きょうもラジオは!? 2時6時』は本地洋一、吉田早苗がそれぞれ曜日交代で出演したが、『ビビッと!モーニング』は竹内万理（5月11日からは水曜日のみ伊藤伸久）、『ときめきステーション ダブジェネカウントダウン』は小松肇、『マーサ 夕遊スタジオ』は相川真一、『サンデー演歌ベスト30』は池戸陽平のみが出演し、ぎふチャンアナウンサーはニュースなどでバックアップ体制を取っていた。その後、一旦は通常の放送体制に戻されたが、同年8月にぎふチャン社員および出演タレントに新型コロナウイルス感染者が発生し、スタジオ内の密を回避するため、通常のスタジオと別に社内にリモート特設スタジオを設置して、パーソナリティが複数人出演する番組については、それぞれの場所に分かれてモニタを通じた進行を行っている[9]。
- 自社製作番組のパーソナリティに東京を拠点に活動する岐阜県出身の芸能人や名古屋を拠点に活動するアイドルグループの岐阜県出身メンバーを起用するケースが2010年代より増えている[注 13]。

音楽・備考
- 2007年4月における春の改編（前述）を機に『岐阜県民の歌』の混声合唱をBGMとして使用している。この局のオープニング及びクロージングのBGMは頻繁に変更されており、例えばクロージングの場合、1980年代前半には、テレビと同じくリスト作曲の『愛の夢』第三番（混声合唱入り）を使用し、その後は岐阜日日新聞（当時）との共同キャンペーン「I LOVE GIFU・ふるさとを愛しましょう」をモチーフにした、『アイ・ラブ・ギフ』（歌：早美菜子）を使用、1990年代はスウィート•ピープルの『白夜』を使用していた。さらにその後は、前述とは別のインストの曲（混声のスキャット入り）になったが、曲目は不明。
  - 2012年5月下旬より、クロージングのみリニューアルが行われた。BGMがピアノの独奏曲となり、またアナウンスも、オープニング（＝従前のクロージング）とは別の男性アナウンサーによって録り直された。
  - さらに、2013年4月1日の放送終了時（正確には4月2日早朝）より、再度クロージングのみマイナーチェンジが行われた。BGMは上記と同じピアノの独奏曲だが、アナウンスは女性アナウンサーによって録り直され、放送開始時刻の変更により関連部分についてアナウンスメントが一部削減された[注 14]。
  - 2016年10月にはオープニング・クロージングともにリニューアルが行われ、アナウンスの読み上げが従前とは別の女性アナウンサーに交代し、クロージングのみBGMが電子楽器中心のインスト曲に変更された（オープニングの『岐阜県民の歌』は継続）。

## 沿革

### 周波数の変更等々
- 1962年12月24日、ラジオ本放送開始時「１４３０ＫＨｚ・１Ｋｗ」(親局「岐阜局」)
- 1978年11月23日、親局の周波数を変更「１４３１ＫＨｚ・５Ｋｗ」(親局「岐阜局」)

## アニメ系ラジオ番組について
- 『ポッパーズナイト』金曜で、Taskが2003年に降板して以降、月曜は火曜 - 金曜と異なり、22時以降は全て録音番組枠となった。元々はアニメ系とそうでない番組が交互に放送されていたが、2005年秋の改編でアニメ系4本を固める編成になった。2008年10月改編で『高橋直純Trouble Maker』が日曜に移動したため、月曜のアニメ系番組は3本になっていたが、2009年10月改編をもって『集まれ昌鹿野編集部』[注 15] が本局での放送を終了したため、2009年10月より2本になった。その他のアニメ系では土曜 24:00 - 25:00に『林原めぐみのHeartful Station』があり、こちらは東海ラジオのアニメ系番組が空白となっている時間帯に放送されている。2011年4月改編で、『little nonのアキバラ!!』と『VOICE CREW』が放送終了となった。
- 2013年6月16日から2014年3月30日まで『恋愛ラボRADIO』を放送。これによりこの間はアニメ系番組は3本となっていた。この番組は北陸放送・響ミュージックの共同制作で、岐阜放送も「製作協力」として参加していた。
- 2014年7月4日より金曜21:00-21:30の枠にて岐阜放送が自社で制作するアニラジとしては初となる、『ayami＆友希のアニラジ☆ステーションやお!』の放送を開始。パーソナリティはともに岐阜県出身である歌手ayamiと声優でありアイドルユニットi☆Risのメンバーとして活躍する若井友希が担当する。2015年1月2日よりリニューアルを行い『若井友希&吉岡茉祐のアニラジステーションやお!』として放送中（その後、吉岡の番組降板により現在のタイトルに改題）。
- 2021年春改編までは、現在放送中の下記土曜放送の3番組に『ゲームさんとラジオ』・『高橋洋子の あ〜ねっ!』を加えた5番組が放送されていた。
- 2022年秋改編からはラジオ関西制作番組『鷲崎健・橋本和 王様とラッパ』のネット放送を開始、2023年秋改編からは同じくラジオ関西制作番組『桑原由気と本渡楓のパリパリパーリィ☆』のネット放送を開始した。
- 2024年末をもって長年ラジオ日本からネットされていた『i☆Ris 芹澤優のせりざわーるど with you』がネット終了となり、2025年1月時点では4番組となった。
- 2025年春改編ではラジオ関西制作番組『桑原由気と本渡楓のパリパリパーリィ☆』が終了となり同局からは新たに『ロンハールーム』のネットが開始、また特定の放送局が関与しない番組としては『長谷川玲奈のレナのツボ』が開始している。この他週末深夜に始まった自社制作番組『たっぷりNight』では土曜深夜(日曜未明)放送分にてアニメ・声優関連の曲を特集している。

### 現在放送中のアニメ系番組
- 木曜
  - 23:30 - 24:00 鷲崎健・橋本和 王様とラッパ

- 土曜
  - 11:35 - 11:50 長谷川玲奈のレナのツボ
  - 23:00 - 23:30 若井友希のアニラジステーションやお!
  - 23:30 - 24:00 高橋直純のトラブルメーカー

- 日曜
  - 0:00 - 5:00 たっぷりNight
  - 22:00 - 23:00 ロンハールーム

## 番組
2025年7月時点。現在の番組の詳細は、公式サイトのタイムテーブル (PDF) を参照。自社制作番組は太字。

### 平日
| 時 | 分 | 月曜日 | 火曜日 | 水曜日 | 木曜日 | 金曜日 |
| 5  | 00 | 5:00 たっぷり歌謡曲                                                                                          | 5:00 たっぷり歌謡曲                                                                                          | 5:00 たっぷり歌謡曲                                                                                          | 5:00 たっぷり歌謡曲                                                                                          | 5:00 たっぷり歌謡曲                                                                                          |
| 6  | 00 | 6:00 クラシック・スタイル                                                                                    | 6:00 クラシック・スタイル                                                                                    | 6:00 クラシック・スタイル                                                                                    | 6:00 クラシック・スタイル                                                                                    | 6:00 クラシック・スタイル                                                                                    |
| 6  | 10 | 6:10 世の光（文化放送）                                                                                      | 6:10 世の光（文化放送）                                                                                      | 6:10 世の光（文化放送）                                                                                      | 6:10 世の光（文化放送）                                                                                      | 6:10 世の光（文化放送）                                                                                      |
| 6  | 15 | 6:15 モーニング・スタイル                                                                                    | 6:15 モーニング・スタイル                                                                                    | 6:15 モーニング・スタイル                                                                                    | 6:15 モーニング・スタイル                                                                                    | 6:15 モーニング・スタイル                                                                                    |
| 6  | 20 | 6:20 岡村孝子 あの頃ミュージック（かしわプロダクション）                                                     | 6:20 岡村孝子 あの頃ミュージック（かしわプロダクション）                                                     | 6:20 岡村孝子 あの頃ミュージック（かしわプロダクション）                                                     | 6:20 岡村孝子 あの頃ミュージック（かしわプロダクション）                                                     | 6:20 岡村孝子 あの頃ミュージック（かしわプロダクション）                                                     |
| 6  | 30 | 6:30 平工靖也のおはようございマッスル!                                                                       | 6:30 平工靖也のおはようございマッスル!                                                                       | 6:30 平工靖也のおはようございマッスル!                                                                       | 6:30 平工靖也のおはようございマッスル!                                                                       | 6:30 平工靖也のおはようございマッスル!                                                                       |
| 6  | 35 | 6:35 われら学生!（再放送）                                                                                   | TUNE BOX | TUNE BOX | TUNE BOX | |
| 6  | 45 | 6:45 おはようインフォメーション                                                                              | 6:45 おはようインフォメーション                                                                              | 6:45 おはようインフォメーション                                                                              | 6:45 おはようインフォメーション                                                                              | 6:45 おはようインフォメーション                                                                              |
| 7  | 00 | 7:00 小沢典子のたっぷりモーニング - 《月 - 金》小沢典子 ▽8:25 羽田美智子のいってらっしゃい（ニッポン放送）   | 7:00 小沢典子のたっぷりモーニング - 《月 - 金》小沢典子 ▽8:25 羽田美智子のいってらっしゃい（ニッポン放送）   | 7:00 小沢典子のたっぷりモーニング - 《月 - 金》小沢典子 ▽8:25 羽田美智子のいってらっしゃい（ニッポン放送）   | 7:00 小沢典子のたっぷりモーニング - 《月 - 金》小沢典子 ▽8:25 羽田美智子のいってらっしゃい（ニッポン放送）   | 7:00 小沢典子のたっぷりモーニング - 《月 - 金》小沢典子 ▽8:25 羽田美智子のいってらっしゃい（ニッポン放送）   |
| 8  | 00 | 7:00 小沢典子のたっぷりモーニング - 《月 - 金》小沢典子 ▽8:25 羽田美智子のいってらっしゃい（ニッポン放送）   | 7:00 小沢典子のたっぷりモーニング - 《月 - 金》小沢典子 ▽8:25 羽田美智子のいってらっしゃい（ニッポン放送）   | 7:00 小沢典子のたっぷりモーニング - 《月 - 金》小沢典子 ▽8:25 羽田美智子のいってらっしゃい（ニッポン放送）   | 7:00 小沢典子のたっぷりモーニング - 《月 - 金》小沢典子 ▽8:25 羽田美智子のいってらっしゃい（ニッポン放送）   | 7:00 小沢典子のたっぷりモーニング - 《月 - 金》小沢典子 ▽8:25 羽田美智子のいってらっしゃい（ニッポン放送）   |
| 9  | 00 | 7:00 小沢典子のたっぷりモーニング - 《月 - 金》小沢典子 ▽8:25 羽田美智子のいってらっしゃい（ニッポン放送）   | 7:00 小沢典子のたっぷりモーニング - 《月 - 金》小沢典子 ▽8:25 羽田美智子のいってらっしゃい（ニッポン放送）   | 7:00 小沢典子のたっぷりモーニング - 《月 - 金》小沢典子 ▽8:25 羽田美智子のいってらっしゃい（ニッポン放送）   | 7:00 小沢典子のたっぷりモーニング - 《月 - 金》小沢典子 ▽8:25 羽田美智子のいってらっしゃい（ニッポン放送）   | 7:00 小沢典子のたっぷりモーニング - 《月 - 金》小沢典子 ▽8:25 羽田美智子のいってらっしゃい（ニッポン放送）   |
| 9  | 55 | 9:55 岐阜新聞ニュース                                                                                        | 9:55 岐阜新聞ニュース                                                                                        | 9:55 岐阜新聞ニュース                                                                                        | 9:55 岐阜新聞ニュース                                                                                        | 9:55 岐阜新聞ニュース                                                                                        |
| 10 | 00 | 10:00 Music Tune - 《月 - 水》竹内万里、《木 - 金》相川真一 ▽12:40 おしえて!キッズアカデミー（金）           | 10:00 Music Tune - 《月 - 水》竹内万里、《木 - 金》相川真一 ▽12:40 おしえて!キッズアカデミー（金）           | 10:00 Music Tune - 《月 - 水》竹内万里、《木 - 金》相川真一 ▽12:40 おしえて!キッズアカデミー（金）           | 10:00 Music Tune - 《月 - 水》竹内万里、《木 - 金》相川真一 ▽12:40 おしえて!キッズアカデミー（金）           | 10:00 Music Tune - 《月 - 水》竹内万里、《木 - 金》相川真一 ▽12:40 おしえて!キッズアカデミー（金）           |
| 10 | 55 | 10:00 Music Tune - 《月 - 水》竹内万里、《木 - 金》相川真一 ▽12:40 おしえて!キッズアカデミー（金）           | 10:00 Music Tune - 《月 - 水》竹内万里、《木 - 金》相川真一 ▽12:40 おしえて!キッズアカデミー（金）           | 10:00 Music Tune - 《月 - 水》竹内万里、《木 - 金》相川真一 ▽12:40 おしえて!キッズアカデミー（金）           | 10:00 Music Tune - 《月 - 水》竹内万里、《木 - 金》相川真一 ▽12:40 おしえて!キッズアカデミー（金）           | 10:00 Music Tune - 《月 - 水》竹内万里、《木 - 金》相川真一 ▽12:40 おしえて!キッズアカデミー（金）           |
| 11 | 00 | 10:00 Music Tune - 《月 - 水》竹内万里、《木 - 金》相川真一 ▽12:40 おしえて!キッズアカデミー（金）           | 10:00 Music Tune - 《月 - 水》竹内万里、《木 - 金》相川真一 ▽12:40 おしえて!キッズアカデミー（金）           | 10:00 Music Tune - 《月 - 水》竹内万里、《木 - 金》相川真一 ▽12:40 おしえて!キッズアカデミー（金）           | 10:00 Music Tune - 《月 - 水》竹内万里、《木 - 金》相川真一 ▽12:40 おしえて!キッズアカデミー（金）           | 10:00 Music Tune - 《月 - 水》竹内万里、《木 - 金》相川真一 ▽12:40 おしえて!キッズアカデミー（金）           |
| 12 | 00 | 10:00 Music Tune - 《月 - 水》竹内万里、《木 - 金》相川真一 ▽12:40 おしえて!キッズアカデミー（金）           | 10:00 Music Tune - 《月 - 水》竹内万里、《木 - 金》相川真一 ▽12:40 おしえて!キッズアカデミー（金）           | 10:00 Music Tune - 《月 - 水》竹内万里、《木 - 金》相川真一 ▽12:40 おしえて!キッズアカデミー（金）           | 10:00 Music Tune - 《月 - 水》竹内万里、《木 - 金》相川真一 ▽12:40 おしえて!キッズアカデミー（金）           | 10:00 Music Tune - 《月 - 水》竹内万里、《木 - 金》相川真一 ▽12:40 おしえて!キッズアカデミー（金）           |
| 13 | 00 | 10:00 Music Tune - 《月 - 水》竹内万里、《木 - 金》相川真一 ▽12:40 おしえて!キッズアカデミー（金）           | 10:00 Music Tune - 《月 - 水》竹内万里、《木 - 金》相川真一 ▽12:40 おしえて!キッズアカデミー（金）           | 10:00 Music Tune - 《月 - 水》竹内万里、《木 - 金》相川真一 ▽12:40 おしえて!キッズアカデミー（金）           | 10:00 Music Tune - 《月 - 水》竹内万里、《木 - 金》相川真一 ▽12:40 おしえて!キッズアカデミー（金）           | 10:00 Music Tune - 《月 - 水》竹内万里、《木 - 金》相川真一 ▽12:40 おしえて!キッズアカデミー（金）           |
| 13 | 55 | 13:55 岐阜新聞ニュース                                                                                       | 13:55 岐阜新聞ニュース                                                                                       | 13:55 岐阜新聞ニュース                                                                                       | 13:55 岐阜新聞ニュース                                                                                       | 13:55 岐阜新聞ニュース                                                                                       |
| 14 | 00 | 14:00 きょうもラジオは!? 2時6時《月・火・金》伊藤伸久、《水・木》本地洋一、《月 - 金》吉田早苗、《木》林景子 | 14:00 きょうもラジオは!? 2時6時《月・火・金》伊藤伸久、《水・木》本地洋一、《月 - 金》吉田早苗、《木》林景子 | 14:00 きょうもラジオは!? 2時6時《月・火・金》伊藤伸久、《水・木》本地洋一、《月 - 金》吉田早苗、《木》林景子 | 14:00 きょうもラジオは!? 2時6時《月・火・金》伊藤伸久、《水・木》本地洋一、《月 - 金》吉田早苗、《木》林景子 | 14:00 きょうもラジオは!? 2時6時《月・火・金》伊藤伸久、《水・木》本地洋一、《月 - 金》吉田早苗、《木》林景子 |
| 15 | 00 | 14:00 きょうもラジオは!? 2時6時《月・火・金》伊藤伸久、《水・木》本地洋一、《月 - 金》吉田早苗、《木》林景子 | 14:00 きょうもラジオは!? 2時6時《月・火・金》伊藤伸久、《水・木》本地洋一、《月 - 金》吉田早苗、《木》林景子 | 14:00 きょうもラジオは!? 2時6時《月・火・金》伊藤伸久、《水・木》本地洋一、《月 - 金》吉田早苗、《木》林景子 | 14:00 きょうもラジオは!? 2時6時《月・火・金》伊藤伸久、《水・木》本地洋一、《月 - 金》吉田早苗、《木》林景子 | 14:00 きょうもラジオは!? 2時6時《月・火・金》伊藤伸久、《水・木》本地洋一、《月 - 金》吉田早苗、《木》林景子 |
| 16 | 00 | 14:00 きょうもラジオは!? 2時6時《月・火・金》伊藤伸久、《水・木》本地洋一、《月 - 金》吉田早苗、《木》林景子 | 14:00 きょうもラジオは!? 2時6時《月・火・金》伊藤伸久、《水・木》本地洋一、《月 - 金》吉田早苗、《木》林景子 | 14:00 きょうもラジオは!? 2時6時《月・火・金》伊藤伸久、《水・木》本地洋一、《月 - 金》吉田早苗、《木》林景子 | 14:00 きょうもラジオは!? 2時6時《月・火・金》伊藤伸久、《水・木》本地洋一、《月 - 金》吉田早苗、《木》林景子 | 14:00 きょうもラジオは!? 2時6時《月・火・金》伊藤伸久、《水・木》本地洋一、《月 - 金》吉田早苗、《木》林景子 |
| 17 | 00 | 14:00 きょうもラジオは!? 2時6時《月・火・金》伊藤伸久、《水・木》本地洋一、《月 - 金》吉田早苗、《木》林景子 | 14:00 きょうもラジオは!? 2時6時《月・火・金》伊藤伸久、《水・木》本地洋一、《月 - 金》吉田早苗、《木》林景子 | 14:00 きょうもラジオは!? 2時6時《月・火・金》伊藤伸久、《水・木》本地洋一、《月 - 金》吉田早苗、《木》林景子 | 14:00 きょうもラジオは!? 2時6時《月・火・金》伊藤伸久、《水・木》本地洋一、《月 - 金》吉田早苗、《木》林景子 | 14:00 きょうもラジオは!? 2時6時《月・火・金》伊藤伸久、《水・木》本地洋一、《月 - 金》吉田早苗、《木》林景子 |
| 17 | 57 | 17:57 インフォメーション                                                                                     | 17:57 インフォメーション                                                                                     | 17:57 インフォメーション                                                                                     | 17:57 インフォメーション                                                                                     | 17:57 インフォメーション                                                                                     |
| 18 | 00 | 18:00 ゆっこ学園 Tell me tours - やながせゆっこ、坂口輝光（「坂口捺染」社長）                                | 18:00 イトーとスドーモノ申し隊                                                                               | 18:00 小倉・IMARUの◯◯玉手箱 （スタイル・エッジ）                                                             | 18:00 KOBE JAZZ-PHONIC RADIO（ラジオ関西） 【同時ネット】                                                    | 18:00 アナログ・コネクション （ラジオ関西 【同時ネット】                                                     |
| 18 | 00 | 18:00 ゆっこ学園 Tell me tours - やながせゆっこ、坂口輝光（「坂口捺染」社長）                                | 18:15 せきぐちあいみのVirtual Radio                                                                          | 18:15 水森かおりの歌謡紀行（ラジオ大阪）                                                                     | 18:00 KOBE JAZZ-PHONIC RADIO（ラジオ関西） 【同時ネット】                                                    | 18:00 アナログ・コネクション （ラジオ関西 【同時ネット】                                                     |
| 18 | 30 | 18:30 吉村功のスポーツ魂〜スポ魂〜 - 吉村功                                                                  | 18:30 1スタは!? 夜もZawaZawa - ジャーマネ                                                                    | 18:30 1スタは!? 夜もZawaZawa - 北村嘉之                                                                      | 18:00 KOBE JAZZ-PHONIC RADIO（ラジオ関西） 【同時ネット】                                                    | 18:00 アナログ・コネクション （ラジオ関西 【同時ネット】                                                     |
| 19 | 00 | 19:00 たんぽぽの綿毛Time♪                                                                                    | 18:30 1スタは!? 夜もZawaZawa - ジャーマネ                                                                    | 18:30 1スタは!? 夜もZawaZawa - 北村嘉之                                                                      | 18:00 KOBE JAZZ-PHONIC RADIO（ラジオ関西） 【同時ネット】                                                    | 18:00 アナログ・コネクション （ラジオ関西 【同時ネット】                                                     |
| 19 | 15 | 19:15 岡本京太郎・歌謡ルネッサンス                                                                           | 18:30 1スタは!? 夜もZawaZawa - ジャーマネ                                                                    | 18:30 1スタは!? 夜もZawaZawa - 北村嘉之                                                                      | 18:00 KOBE JAZZ-PHONIC RADIO（ラジオ関西） 【同時ネット】                                                    | 18:00 アナログ・コネクション （ラジオ関西 【同時ネット】                                                     |
| 19 | 30 | 19:30 ヨルレコ                                                                                               | 18:30 1スタは!? 夜もZawaZawa - ジャーマネ                                                                    | 18:30 1スタは!? 夜もZawaZawa - 北村嘉之                                                                      | 18:00 KOBE JAZZ-PHONIC RADIO（ラジオ関西） 【同時ネット】                                                    | 18:00 アナログ・コネクション （ラジオ関西 【同時ネット】                                                     |
| 20 | 00 | 20:00 二見颯一のやまびこステーション （MRTラジオ）                                                           | 18:30 1スタは!? 夜もZawaZawa - ジャーマネ                                                                    | 18:30 1スタは!? 夜もZawaZawa - 北村嘉之                                                                      | 18:00 KOBE JAZZ-PHONIC RADIO（ラジオ関西） 【同時ネット】                                                    | 18:00 アナログ・コネクション （ラジオ関西 【同時ネット】                                                     |
| 20 | 30 | 20:30 純烈 スーパー銭湯!!                                                                                    | 18:30 1スタは!? 夜もZawaZawa - ジャーマネ                                                                    | 18:30 1スタは!? 夜もZawaZawa - 北村嘉之                                                                      | 20:30 レコードアーカイブス （ラジオ関西）                                                                    | 20:30 カントリーミュージックトラベル （ラジオ関西）                                                          |
| 21 | 00 | 21:00 SKE48の岐阜県だって地元ですっ!                                                                         | 21:00 HOT SPICE!!                                                                                            | 21:00 博也とまどかの歌謡ロード （スリーウッド・プロデュース）                                                | 21:00 亀渕昭信のお宝POPS （火曜会）                                                                          | 21:00 水森英夫のチップイン歌謡曲 （火曜会）                                                                  |
| 21 | 30 | 21:30 ぬくもり On Time                                                                                       | 21:30 ぬくもり On Time                                                                                       | 21:30 ぬくもり On Time                                                                                       | 21:30 ぬくもり On Time                                                                                       | 21:30 ぬくもり On Time                                                                                       |
| 21 | 40 | 21:40 歌謡トピックス                                                                                         | 21:40 歌謡トピックス                                                                                         | 21:40 歌謡トピックス                                                                                         | 21:40 歌謡トピックス                                                                                         | 21:40 歌謡トピックス                                                                                         |
| 21 | 50 | 21:50 Pick Up! / 21:55 平工靖也の今日もお疲れさマッスル!                                                     | 21:50 Pick Up! / 21:55 平工靖也の今日もお疲れさマッスル!                                                     | 21:50 Pick Up! / 21:55 平工靖也の今日もお疲れさマッスル!                                                     | 21:50 Pick Up! / 21:55 平工靖也の今日もお疲れさマッスル!                                                     | 21:50 Pick Up! / 21:55 平工靖也の今日もお疲れさマッスル!                                                     |
| 22 | 00 | 22:00 清水アキラのなんかいいこないか                                                                         | 22:00 なにわ男子の初心ラジ! （ニッポン放送）                                                                 | 22:00 欅坂46こちら有楽町星空放送局 （ニッポン放送）                                                          | 22:00 歌めぐり風だより                                                                                       | 22:00 柳ケ瀬 夜の探偵団                                                                                      |
| 22 | 30 | 22:30 酒井泰彦のMUSIC HOUR （BSNラジオ）                                                                     | 22:00 なにわ男子の初心ラジ! （ニッポン放送）                                                                 | 22:30 Snow Manの素のまんま （文化放送）                                                                      | 22:30 Brand New Assort （最終木曜） 柳ヶ瀬本のひみつ基地                                                     | 22:30 大月みやこ いい歌こんばんは                                                                            |
| 23 | 00 | 23:00 ベストミュージック コレクションジャパン                                                                | 23:00 松村邦洋のOH-!邦自慢 （山口放送）                                                                      | 23:00 銀シャリのおむすびラジオ                                                                               | 23:00 島津悦子の あなたと1800秒 （スバルプランニング）                                                       | 23:00 もしかして どぶろっくだけど!?                                                                          |
| 23 | 00 | 23:00 ベストミュージック コレクションジャパン                                                                | 23:30 松原健之とBitter＆Sweet の音茶メロらじお                                                               | 23:30 早川美里佳の 酒のつまみと音楽と。                                                                      | 23:30 鷲崎健・橋本和 王様とラッパ （ラジオ関西）                                                             | 23:30 ニホンのナカミ （FMFUJI）                                                                              |
| 24 | 00 | 放送休止 | 放送休止 | 放送休止 | 放送休止 | 放送休止 |

### 土・日
| 時 | 分 | 土曜日 | 日曜日                                                               |
| 5  | 00 | 5:00 たっぷり歌謡曲 | 5:00 たっぷり歌謡曲                                                  |
| 5  | 45 | 5:45 小倉・IMALUの〇〇玉手箱（スタイル・エッジ）                                                                                                | 5:45 イトーとスドーのモノ申し隊!                                     |
| 6  | 00 | 6:00 高畠じゅん子の時のはざまで | 6:00 クラシック・スタイル                                            |
| 6  | 10 | 6:10 世の光（文化放送） | 6:10 レイジュの噂の歌謡曲                                            |
| 6  | 15 | 6:15 遠藤/ゴリラの朝から歌謡♪ | 6:10 レイジュの噂の歌謡曲                                            |
| 6  | 20 | 6:15 遠藤/ゴリラの朝から歌謡♪ | 6:10 レイジュの噂の歌謡曲                                            |
| 6  | 25 | 6:15 遠藤/ゴリラの朝から歌謡♪ | 6:10 レイジュの噂の歌謡曲                                            |
| 6  | 30 | 6:30 大森和代の生きてるだけでまるもうけ | 6:30 朝月千夏のハートフルソング                                      |
| 6  | 45 | 6:45 ひなたみなの演歌恋々 - ひなたみな、池戸陽平                                                                                                | 6:30 朝月千夏のハートフルソング                                      |
| 7  | 00 | 7:00 田川寿美 一期一会 | 7:00 ピックアップラジオショッピング                                  |
| 7  | 15 | 7:15 水野浩二のアジアステーション （スバルプランニング）                                                                                        | 7:15 ももチャンネル - 太郎桃次郎、Momoko                             |
| 7  | 20 | 7:20 土曜日の推し事 - 東千晴 | 7:15 ももチャンネル - 太郎桃次郎、Momoko                             |
| 7  | 30 | 7:20 土曜日の推し事 - 東千晴 | 7:15 ももチャンネル - 太郎桃次郎、Momoko                             |
| 7  | 45 | 7:45 イトーとスドーのモノ申し隊! | 7:45 ピックアップラジオショッピング                                  |
| 7  | 50 | 7:50 岐阜新聞ニュース・天気 | 7:50 岐阜新聞ニュース・天気                                          |
| 8  | 00 | 8:00 ラジオ土曜便 - 鶴田美也子 | 8:00 ごきげんいかかですか?しいの実です                               |
| 8  | 30 | 8:00 ラジオ土曜便 - 鶴田美也子 | 8:30 ハッピーサンデー                                                |
| 8  | 45 | 8:00 ラジオ土曜便 - 鶴田美也子 | 8:45 Pick up!                                                        |
| 8  | 50 | 8:00 ラジオ土曜便 - 鶴田美也子 | 8:50 岐阜新聞ニュース・天気                                          |
| 9  | 00 | 8:00 ラジオ土曜便 - 鶴田美也子 | 9:00 小倉・IMARUの◯◯玉手箱（スタイル・エッジ）                       |
| 9  | 15 | 8:00 ラジオ土曜便 - 鶴田美也子 | 9:15 三山ひろしの演歌の夜明け                                        |
| 9  | 45 | 8:00 ラジオ土曜便 - 鶴田美也子 | 9:45 ラジオの扉〜健やかインフォメーション（ラジオ関西）              |
| 10 | 00 | 8:00 ラジオ土曜便 - 鶴田美也子 | 10:00 流れ星☆のキッズスクール                                        |
| 10 | 30 | 8:00 ラジオ土曜便 - 鶴田美也子 | 10:30 山崎ていじのていじにスタート!                                  |
| 10 | 35 | 8:00 ラジオ土曜便 - 鶴田美也子 | 10:35 今旬!インフォメーション（RKBラジオ）                           |
| 10 | 50 | 8:00 ラジオ土曜便 - 鶴田美也子 | 10:50 POWER TUNE                                                     |
| 11 | 00 | 8:00 ラジオ土曜便 - 鶴田美也子 | 11:00 ぎふチャン演歌♪カウントダウン - 小山田里奈                     |
| 11 | 10 | 11:10 納得健康15分（RKBラジオ） | 11:00 ぎふチャン演歌♪カウントダウン - 小山田里奈                     |
| 11 | 25 | 11:25 週刊 なるほど!ニッポン（ニッポン放送） | 11:00 ぎふチャン演歌♪カウントダウン - 小山田里奈                     |
| 11 | 35 | 11:35 長谷川玲奈のレナのツボ | 11:00 ぎふチャン演歌♪カウントダウン - 小山田里奈                     |
| 11 | 50 | 11:50 岐阜新聞ニュース・天気予報 | 11:00 ぎふチャン演歌♪カウントダウン - 小山田里奈                     |
| 12 | 00 | 12:00 ときめきステーション ダブジェネカウントダウン - 小松肇、山口真季 ▽（最終週のみ・15:30 - 16:00） ▽ちょっとEじかん - 亀谷みゆき、平松亜希子 | 11:00 ぎふチャン演歌♪カウントダウン - 小山田里奈                     |
| 13 | 00 | 12:00 ときめきステーション ダブジェネカウントダウン - 小松肇、山口真季 ▽（最終週のみ・15:30 - 16:00） ▽ちょっとEじかん - 亀谷みゆき、平松亜希子 | 11:00 ぎふチャン演歌♪カウントダウン - 小山田里奈                     |
| 13 | 55 | 12:00 ときめきステーション ダブジェネカウントダウン - 小松肇、山口真季 ▽（最終週のみ・15:30 - 16:00） ▽ちょっとEじかん - 亀谷みゆき、平松亜希子 | 13:55 岐阜新聞ニュース                                               |
| 14 | 00 | 12:00 ときめきステーション ダブジェネカウントダウン - 小松肇、山口真季 ▽（最終週のみ・15:30 - 16:00） ▽ちょっとEじかん - 亀谷みゆき、平松亜希子 | 14:00 真田ナオキのミュージックフォトブック                           |
| 14 | 30 | 12:00 ときめきステーション ダブジェネカウントダウン - 小松肇、山口真季 ▽（最終週のみ・15:30 - 16:00） ▽ちょっとEじかん - 亀谷みゆき、平松亜希子 | 14:30 ラジオショッピング                                             |
| 14 | 45 | 12:00 ときめきステーション ダブジェネカウントダウン - 小松肇、山口真季 ▽（最終週のみ・15:30 - 16:00） ▽ちょっとEじかん - 亀谷みゆき、平松亜希子 | 14:45 健康生活インフォメーション（RKBラジオ）                        |
| 15 | 00 | 12:00 ときめきステーション ダブジェネカウントダウン - 小松肇、山口真季 ▽（最終週のみ・15:30 - 16:00） ▽ちょっとEじかん - 亀谷みゆき、平松亜希子 | 15:00 はやしべさとし〜叙情歌を道づれに〜                             |
| 15 | 15 | 12:00 ときめきステーション ダブジェネカウントダウン - 小松肇、山口真季 ▽（最終週のみ・15:30 - 16:00） ▽ちょっとEじかん - 亀谷みゆき、平松亜希子 | 15:15 桝田幸希のトークへゆきます!                                    |
| 15 | 30 | 12:00 ときめきステーション ダブジェネカウントダウン - 小松肇、山口真季 ▽（最終週のみ・15:30 - 16:00） ▽ちょっとEじかん - 亀谷みゆき、平松亜希子 | 15:30 木村弾のやるのでGOZARU!（栃木放送）                            |
| 16 | 00 | 16:00 健康生活インフォメーション | 16:00 週刊ラジオ 聴く新聞 - 神保絵利子                               |
| 16 | 15 | 16:15 岐阜新聞ニュース | 16:00 週刊ラジオ 聴く新聞 - 神保絵利子                               |
| 16 | 20 | 16:20 TUNE BOX | 16:00 週刊ラジオ 聴く新聞 - 神保絵利子                               |
| 16 | 30 | 16:30 ものまね SHOW TIME | 16:00 週刊ラジオ 聴く新聞 - 神保絵利子                               |
| 17 | 00 | 17:00 生活向上委員会 | 16:00 週刊ラジオ 聴く新聞 - 神保絵利子                               |
| 17 | 15 | 17:15 オトサタ | 16:00 週刊ラジオ 聴く新聞 - 神保絵利子                               |
| 17 | 30 | 17:15 オトサタ | 17:30 ラジオ岐阜弁まるけ - 神田卓朗、椿亭半笑                        |
| 18 | 00 | 18:00 タブレット純 音楽の黄金時代（ラジオ日本）【同時ネット】 ▽18:55 ピックアップ歌謡                                                           | 18:00 むすび∞イズム                                                  |
| 18 | 55 | 18:00 タブレット純 音楽の黄金時代（ラジオ日本）【同時ネット】 ▽18:55 ピックアップ歌謡                                                           | 18:55 Pick UP!                                                       |
| 19 | 00 | 18:00 タブレット純 音楽の黄金時代（ラジオ日本）【同時ネット】 ▽18:55 ピックアップ歌謡                                                           | 19:00 THE BEATLES 10（ラジオ日本）【同時ネット】                     |
| 20 | 00 | 20:00 山本さゆりのミュージックパーク（ラジオ日本）【同時ネット】                                                                                | 20:00 クリス松村の「いい音楽あります。」（ラジオ日本）【同時ネット】 |
| 21 | 00 | 21:00 岩本公水 星の語りべ（秋田放送） | 21:00 嵐・相葉雅紀のレコメン!アラシリミックス（文化放送）            |
| 21 | 30 | 21:30 ぬくもり On Time | 21:30 ぬくもり On Time                                               |
| 21 | 40 | 21:40 MUSIC GARDEN | 21:40 われら学生                                                     |
| 21 | 45 | 21:40 MUSIC GARDEN | 21:45 TUNE BOX                                                       |
| 22 | 00 | 22:00 ももいろクローバーZ ももクロくらぶxoxo（ニッポン放送）                                                                                    | 22:00 ロンハールーム（ラジオ関西）                                   |
| 22 | 30 | 22:30 晴れ ときどき 超ときめき♡宣伝部 （ラジオ日本）                                                                                            | 22:00 ロンハールーム（ラジオ関西）                                   |
| 23 | 00 | 23:00 若井友希のアニラジステーションやお! | 23:00 たっぷりNight                                                  |
| 23 | 30 | 23:30 高橋直純のトラブルメーカー | 23:00 たっぷりNight                                                  |
| 24 | 00 | 24:00 たっぷりNight | 23:00 たっぷりNight                                                  |
| 25 | 00 | 24:00 たっぷりNight | 23:00 たっぷりNight                                                  |
| 26 | 00 | 24:00 たっぷりNight | 23:00 たっぷりNight                                                  |
| 27 | 00 | 24:00 たっぷりNight | 23:00 たっぷりNight                                                  |
| 28 | 00 | 24:00 たっぷりNight | 23:00 たっぷりNight                                                  |
| 29 | 00 | 24:00 たっぷりNight | 23:00 たっぷりNight                                                  |

### 随時放送
- ダイナミックナイター（ラジオ日本など。毎年4月 - 9月 木・金曜 17:55 - 最大延長21:30） - 2020年よりタイトル変更（2017年までのタイトルが復活）
  - ミュージックスペース（ダイナミックナイター後のクッション番組。原則 21:00 - 21:30） - 当該時間帯以外でも、台風接近などで随時情報を挿入する必要がある場合は深夜の放送休止時間帯に急きょ編成される。
- ボートレースラジオ実況中継（文化放送。SG・PG1競走優勝戦開催日 原則 16:30 - 16:55 または 20:30 - 20:55） - SG競走は全レースネット。PG1競走は東海ラジオで放送できない可能性がある場合のみネット。
- ダッシュ一番歌謡曲（不定期）

### 過去

#### 自社制作番組
平日明け方
- 早起きいちばん（5:00 - 7:00）
- 朝のエンカパラダイス
- 歌のない歌謡曲

平日朝
- さわやかワイド ぎふToDay（7:00 - 10:00）→さわやかワイドぎふTODAY
- 鈴江・神保のときめきぐっモーニング
- 朝です GBSラジオです（月曜 5:00 - 6:00）
- GIFT Tune

平日昼前
- おはよう9時です（9:00 - 9:45）
- 奥様レーダー（10:50 - 12:00→10:00 - 12:00）
- モーニングプラザ（9:00 - 10:00）
- ラジオゾンデはっとしてパックン!（10:00 - 11:50）
- 金ちゃん早苗の元気満タン!（12:00 - 13:20）
- きょうもそう快!BUNBUNラジオ
- ビビっとワイド今小町
- ココロのオト 昼レコ！
- 音楽の時間ですよ!

平日昼過ぎ
- ハミングワイドGBS（12:00 - 15:00）
- お昼のお好み歌謡曲（12:00 - 12:55）
- 生活リズムワイド「ハロー」（13:00 - 14:30）
- サンシャインスタジオからこんにちは（13:00 - 15:30）
- 電リク大作戦（15:30 - 16:55）
- まずはラジオでご苦労さん!!（16:00 - 17:35）
- ミュージック・スコープ ハイ!こんにちは岐阜放送です（13:00 - 16:00）
- ホットほっとリクエストラジオなでしこ（11:00 - 14:00）
- 月〜金ラヂオ 2時6時

平日夕方
- イブニングレポート（15:00 - 18:40）
- ゆうかんHotタイム（14:00 - 15:40）
- ゆうやけラジオ
- スインギー奥田の音のソムリエ
- 小沢典子のコットンタイム
- 三輪一登のトワイライトミュージック
- 吉村功のスポーツオブドリーム（月曜 18:30 - 20:00）
- 大垣ミナモ応援カフェ（月曜 19:30 - 20:00）

平日夜
- 西本聖のGBSスポーツミュージアム（月曜 19:30 - 20:00）
- ぎふスポーツ王国『BIG』（月曜　20:00 - 20:30）
- いきいきラジオ今晩は!（19:30 - 21:00）
- ヤングスタジオ1431 - 1971年10月18日に、『GBSヤングスタジオ1430』というタイトルで、〝100万人のリクエストアワー〟というキャッチフレーズで放送開始、1978年以前には『ヤングスタジオ1430』というタイトルで放送されていたが、周波数変更に伴い番組名も変更された。
- ナイトスクランブル 〜いそげ!ダイヤル1431〜
- Radio Connection 第1部 ポッパーズ・ナイト
- Radio Connection 第2部 ラジオ・バイキング
- 朝までいっしょ!ラジオバイキング
- 音番パラダイス（水曜 - 金曜 22:00 - 25:00<野球シーズン中は原則>） ※2016年9月30日終了
- 野次馬放談 ひとこと云わせて
- Cross Time
- 養老ミート物語（「Cross Time」内）
- 清流アスリート 応援カフェ
- 仕事のあとのラジオGYM
- ぎふチャンはやり歌

金曜日
- DYFやるっきゃ!ナイト1431（24:00 - 25:00）

土曜日
- さわやかサタデー（7:00 - 11:55）
- おはよう土曜日（8:00 - 9:50）
- 高山市の時間（8:00 - 8:15）
- サタデー・モーニング（8:00 - 8:55）
- 土曜ジャーナル（8:00 - 10:00）
- ウィークエンドサンシャイン 木村敬子です!（10:00 - 11:55）
- 中部一周 リクエストハイウエー（12:00 - 17:00）
- ハロー!リクエストハイウェイ（12:00 - 14:55）
- 歌謡大行進（15:00 - 16:30）
- 有線ベスト10（12:00 - 13:55）
- サウンドポテト（14:00 - 16:30）
- 快汗サタデー くすくすリラックス（8:00 - 11:50）
- アクティブ電リク（14:00 - 13:55）
- サタデーミュージック（14:00 - 15:40）
- 飛騨國ラジオ
- 素敵にChu!モレラ
- サタデーミュージック
- POP屋

日曜日
- 岐阜日ラジオ夕刊
- 岐阜新聞ラジオ夕刊
- 幼児とともに
- 岐阜県仏教徒の時間
- サンデートークイントーク（11:00 - 11:50）
- ブンブン文也の日曜日（12:00 - 14:55）
- 歌謡曲ベスト10（15:00 - 16:30）
- しいの実の演歌よもやま話（16:50 - 17:00）
- DJ康平のMusic Time（23:00 - 24:00）
- らんらんサンデー
- 三輪博子のジョイフルサンデー
- 演 JOY 歌う〜んと DOWN!!
- ひさよ・章太郎のときめきワッショイ!!
- おとぎふと
- ハーさんのMusicTimeマシ〜ン
- オカダミノルの黄昏ないday!Sunday
- サンデー演歌ベスト30
- たっぷり演歌・歌謡曲

その他
- 岐阜日日新聞ニュース
- イザベルとベネのcheckez×2!! げっちゅ〜!
- ダイヤル720 〜高山スタジオからこんにちは〜
- 美貴じゅん子のNew Voice2
- ふうらいぼうの「みなさんご昭和を」
- 夜です、10時です、音楽です
- G-WAVE Music Typhoon（G-WAVE SUNDAY 楽市楽座）
- ひと・交差点
- 神田卓朗とマーガレットのポップストーク
- 東京60WHATTSのWhat's Up!
- 歌のアルバム
- BGM Box
- ミュージックスペース
- 歌謡定期便→カンガルー歌の定期便
- ビューティフルモーニング
- ペット イズ ファミリー
- るみと二三子の演歌流行歌
- 中村隆のミュージックカントリークラブ
- UPるんチャンインフォメーション（毎日 17:55 - 18:00、土曜 16:25 - 16:30）
- マーサ トイチョイ ミュージック（土曜 16:30 - 17:55） - 岐阜市・マーサ21からの公開生放送。
- サブきゃル!!今昔女子物語
- 復刻版ヤングスタジオ1431 〜嗚呼!!あの日に帰れない〜（2012年1月10日 - 2019年8月27日）
- ケージ東のオンガク語リスト
- 中島達也のバリバリBURN MUSIC
- 池戸陽平のアクアMUSIC（2016年10月5日 - 2020年3月26日）
- 小松肇の森もりMUSIC
- ケージ東のゴールドMUSIC
  - ケージ東のアゲイン!ゴールドMUSIC（再放送）

- 永田薫のマジ☆ぎふ
- 流れ星と太田唯のやるんやさ - ヒッツFMでもネット。
- クロスオーバー・スタイル
- サンデー演歌ベスト30
- 松阪ゆうきのスマイルラジオ!
- 本願寺岐阜別院「こころの窓」
- ヨルレコ

#### 主なネット番組
文化放送
- 井筒とマツコ 禁断のラジオ
- Sexy ZoneのQrzone
- 私立恵比寿中学 放送部（火曜 21:00 - 21:30、2013年10月 - 2014年3月・2014年10月 - 2015年3月）
- 乃木坂46の「の」（水曜 21:00 - 21:30、2013年10月 - 2014年3月・2014年10月 - 2015年3月）
- ラジオライブラリー「新・人間革命」（月曜 - 金曜 6:25 - 6:35）
- 壇蜜の耳蜜（日曜 21:00 - 21:30、2014年10月 - ）
- Hey! Say! 7 Ultra Power
- King & Prince 永瀬廉のRadio GARDEN
- 世の光

ニッポン放送
- 健康ワンポイント
- 小泉総理 ラジオで語る
- 中村こずえのみんなでニッポン日曜日! → 中村こずえのSUNDAY HAPPY MAP（14時台のみネット）
- V6のカミセンミュージアム
- 飯島直子のワンダフル・トゥナイト
- キンキラKinKiワールド
- AKBラジオドラマ劇場
- 相田翔子のスウィート・ソレイユ
- 菅原文太 日本人の底力
- 剛力彩芽 スマイル S2 スマイル
- ノースリーブスの「週刊ノースリー部」（木曜 21:00 - 21:30）
- 柳原可奈子のワンダフルナイト（月曜 20:00 - 20:30）
- 大原櫻子 Happy Tuning!（水曜 21:00 - 21:30、2015年9月30日 - ）
- タッキーの滝沢電波城※打ち切り
- 中居正広 ON&ON AIR

アール・エフ・ラジオ日本
- スポーツナイト
- 原辰徳 青春&ミュージック - 東海ラジオにもネットされた。
- RFのアナ
- 君枝のラジオ虫!
- 吉田填一郎の巨人王国
- ガイジンさん大指摘!爆笑!日本人の急所!
- のぶMy300%!
- のぶこ my heart
- アグネスのサニーサイドUP!（日曜 9:15 - 9:30）
- 佐武宇綺の宇宙を綺麗にするラジオ
- 中島早貴のキュートな時間（RF）※打ち切り
- オトナの情報マガジン
- SUPER☆GiRLS宮崎理奈のナイスみやり!（RF）
- i☆Ris 芹澤 優のせりざわーるど with you（2024年12月28日の放送をもって打ち切り）
- 60TRY部

その他
- 大学受験ラジオ講座
- 百万人の英語（日本英語教育協会）
- 久美のハッピータイム
- 小山乃里子の夢の続き（ABCラジオ）
- 左右田善猛のおしゃれハウス（東海ラジオ）
- 堀江美都子 micchi presents あしたがすき
- 岡村孝子 スマイル・フォー・ユー（綜合放送制作）
- 熊田曜子のよ〜こお聴き!（かしわプロダクション制作）
- 集まれ昌鹿野編集部 30分短縮版（ラジオ関西）（アニたまどっとコム）
- 柴田理恵の井戸端ラヂオ（北日本放送）
- 横見とゆゆのラジオ鉄道
- VOICE CREW（NACK5）
- 音の匠たち（KBCラジオ、月曜 22:00 - 22:30）
- 大自然まるかじりライフ（月曜 - 金曜 6:05 - 6:15）
- ライフインスポーツ（月曜 - 金曜 16:25 - 16:30）
- 我が家のセーフティープラン（月曜 - 金曜 17:55 - 18:00）
- 後藤ゆきこのごとラジ（月曜 20:30 - 21:00）
- BGM BOX（火曜 - 日曜 27:30 - 28:30）
- 由紀さおり・ハートフルソングブック（水曜 5:00 - 6:00）
- 山田パンダ・僕たちフォーク世代（水曜 22:00 - 22:30）
- 原田直之の民謡ふるさと夢紀行（木曜 5:00 - 6:00）
- にっぽん全国人間ネットワーク（金曜 5:00 - 6:00）
- 落語名人会（土曜 5:00 - 5:30）
- 関谷真樹のさわやかダイタリー（土曜 6:35 - 6:50）
- 清水國明の気分はトムソーヤー（土曜 7:00 - 7:30）
- 川嶋あい On The Street（日曜 24:00 - 24:30）
- 沢田知可子 あなたに会いたい（日曜 8:30 - 8:45）
- JUST JAZZ TIME（日曜 21:00 - 21:30）
- 山下くに子 見酒、きき酒、語り酒（日曜 22:30 - 23:00）
- 前田有紀のGIFT FOR YOU（日曜 10:20 - 10:50）
- パックンマックンのお笑い見聞ロク（日曜 15:30 - 16:00）
- メディカルストリングス（月曜 24:00 - 24:30）
- 伊東歌詞太郎の僕だけのロックスター☆ラジオ（BSS）※打ち切り
- 藤田恵美のかみつれ雑貨店※打ち切り
- 山田邦子のザ・顔合わせ
- 希望のことば
- まいどあり〜。
- 岸本ゆきえのJumpin' Music
- 心のともしび
- 米良美一のメラメラらじお
- 島田秀平の開運ラジオ
- ゲームさんとラジオ
- 高橋洋子の あ〜ねっ!
- ミュージックブルペン（かしわプロダクション）
- lyrical schoolのラジッパ
- 吉田照美の森羅万SHOW（かしわプロダクション）※打ち切り
- 出光仁美のラジオdeヒットミー※打ち切り
- 遠藤/田中のモノスゴラジオ
- 山本譲二の住まいるフレンド※打ち切り
- 柏原芳恵のJumpin' Music（スバルプランニング）
- 中村詩織のちょっとうたかた〜ハッピースマイルカフェ〜（スバルプランニング）
- もぎたて関ジュース（ラジオ関西）
- 立松さとるのSukatto!爽快気分
- 花園直道の花園城
- あばれる君のイグニッションラジオタイム（ラジオ福島）
- 岸明日香＆坪田武史のおとなレクリエーション
- フィロソフィーのダンス・奥津マリリ のこっそりやってまラジオ
- 桑原由気と本渡楓のパリパリパーリィ☆（ラジオ関西）
- お仕事マル秘ストーリー
- 湯原昌幸シング・スウィング・ソング
- 明日への扉/栄光のレジェンド（ラジオ関西）